# Комишани
Комишани (до 1946 року Арнаутка) — селище в Україні, у Херсонській міській громаді Херсонського району Херсонської області.  До 2020 підпорядковане Херсонській міськраді. Знаходиться на березі річки Дніпро. Населення селища 6828 осіб (2020).

## Географічне розташування
Селище розташоване за 9 км від Херсону (14 км по автодорозі). Через селище проходить автомобільна дорога Т 1501. Найближча залізнична станція за 9 км в Херсоні.
Площа — 2,95 км. Найближчі водойми: річка Веревчина, річка Кошова і озеро Біле.

## Історія
Населений пункт заснований в 1801 році, статус селища міського типу з 1963 року.
12 червня 2020 року, відповідно до Розпорядження Кабінету Міністрів України № 726-р «Про визначення адміністративних центрів та затвердження територій територіальних громад Херсонської області», увійшло до складу Херсонської міської громади.
19 липня 2020 року, в результаті адміністративно-територіальної реформи увійшло до складу новоутвореного Херсонського району.

### Російське вторгнення в Україну (з 2022)
В березні 2022 року селище міського типу було окуповане російськими військами під час російсько-української війни, атакувавши раніше Херсонську область з боку тимчасово окупованого Криму.
11 листопада селище міського типу було звільнено Збройними силами України після 8 місяців окупації в ході херсонського контрнаступу.
Після звільнення Збройними силами України село перебуває під постійним вогнем російської армії.
2 лютого 2023 року окупанти обстріляли населений пункт внаслідок чого загинула жінка.

## Населення

### Мова
Розподіл населення за рідною мовою за даними перепису 2001 року:
| Мова            | Кількість | Відсоток |
| --------------- | --------- | -------- |
| українська      | 6152      | 84.81%   |
| російська       | 1039      | 14.32%   |
| циганська       | 20        | 0.28%    |
| білоруська      | 17        | 0.23%    |
| вірменська      | 7         | 0.10%    |
| румунська       | 7         | 0.10%    |
| німецька        | 1         | 0.01%    |
| інші/не вказали | 11        | 0.15%    |
| Усього          | 7254      | 100%     |

## Економіка
Населення переважно працює на підприємствах Херсона.